# Удовольствия и Дворцы
Удовольствия и Дворцы (англ. Pleasures and Palaces) — несостоявшийся на Бродвее мюзикл режиссёра и хореографа Боба Фосса по пьесе Самюэля Спевака  «Once There Was a Russian» (рус. Жил-был один Русский) на музыку и либретто Фрэнка Лессера.

## Сюжет
Весной 1778 года при Дворе императрицы Екатерины II появляется авантюрист, профессиональный капер, американец шотландского происхождения Джон Пол Джонс. В преддверии очередной русско-турецкой войны Екатерина планировала усилить флот на Чёрном море опытным офицером. Ему был сразу пожалован чин контр-адмирала. Сюжет в комическом ключе рассказывает о приключениях американца при русском дворе. Он оказывается вовлечённым и в политические, и в романтические интриги. Императрица влюблена в Григория Потёмкина, который, в свою очередь, влюблен в меркантильную статс-даму Шуру, сердце которой разрывается между князем и Джонсом.

## Замысел и репетиции
В 1960 году драматург Самюэль Спевак, выходец из Российской Империи, написал пьесу «Once There Was a Russian». Она была поставлена в феврале 1961 года в Music Box Theatre и закрыта после первого представления из-за отсутствия интереса публики. Неизвестно, кто первым предложил вернуться к работе над свежим сюжетом. Но композитор Фрэнк Лессер, находящийся на пике популярности, написал 15 оригинальных мелодий и либретто к постановке. Во второй половине 1964 года Боб Фосси преступил к репетициям будущего мюзикла в Детройте. В качестве заглавия были использованы первые слова из старинной английской песенки «Home! Sweet Home!» композитора Генри Роули Бишопа «Mid pleasures and palaces though we may roam, Be it ever so humble, there's no place like home» (рус. Меж удовольствий и дворцов в краю совсем чужом, поймём и мы, в конце концов, как сладок отчий дом), отсылающих к многолетним скитаниям по миру Джона Пола Джонса.  
С Фосси работали несколько лучших актёров и танцоров из его предыдущих шоу: Хай Хэзелл, Альфред Маркс, Филлис Ньюман и Джон Макмартин в роли Джона Пола Джонса. Они готовили интересный материал с разнообразными элементами стилизованных дворцовых танцев и казацкого гопака. По планам представление должно было быть блестяще костюмировано и оснащено лучшими доступными сценическими эффектам. 
Премьера состоялась в Fisher Theatre, Детройт 11 марта 1965 года.  

## Закрытие проекта
Реакция критиков была крайне негативной. Газета Detroit Press охарактеризовала его как «худшее из творчества Лессера». Газета Detroit Free Press использовала яркое художественное сравнение: «Это шоу как Роллс-Ройс — великолепное сочетание искусных декораций, живой хореографии и интересных людей. Но... в баке Роллс-Ройса нет бензина». Еженедельник Variety назвал это представление разочаровывающим. Фосс был готов вложить свои собственные деньги, чтобы продемонстрировать постановку в Бостоне, но после её закрытия 10 апреля в Детройте Лессер отменил остальную часть пробного тура и, главным образом, премьеру на Бродвее.
Объявление о прекращении проекта шокировало всех участников. Несколько лучших танцоров из предыдущих шоу Фосси объявили о готовности работать некоторое время безвозмездно, в надежде сохранить и расширить подготовленный материал. Но настал день, когда Фосси был вынужден объявить, что по решению продюсеров мюзикл поставлен на Бродвее не будет. Последующая сцена описана биографами Боба:
«Они сидели и смотрели на него, обожали его и не покидали сцену. После мгновений неподвижности танцоры поднялись, без рук, без усилий, нарушая законы гравитации. Они начали двигаться. Дежурный аккомпаниатор импровизировал. Одна пара, участвовавшая в „Рыжей“, воспроизвела элементы и движения из „Танго карманника“. Пианист следовал за ними, он уловил, что они затеяли. Несколько танцоров из шоу „Как преуспеть в бизнесе без особых усилий“ добавили кусок из сцены „Секретарь — не игрушка“. Дежурный аккомпаниатор знал и этот номер, и те, что происходили далее. Танцоры воссоздавали ретроспективу Фосси из своей любви и тепла, сами по себе и для себя. А когда они достигли кульминации, остальные высвободились в страдальческом, но гордом танце войны из „Поверженного героя“. Все понимали, что только что закончили новый номер для „Удовольствия и Дворцы“, который зритель никогда не увидит.»

## Другая постановка
Мюзикл был воссоздан компанией Lyric Stage в Ирвинге, штат Техас в январе 2013 года. Современные авторы предположили, что изложенное культурное столкновение вызвало ироничный резонанс во время Холодной войны, когда впервые появились «Удовольствия и Дворцы». В мюзикле американец Джонс является противником трусливого и лживого князя Григория Потёмкина, любовника Екатерины Великой. И это действительно Потёмкинское шоу, он ведёт мюзикл. 
Те же обозреватели высказались откровенно о перспективах проекта:  «Если вы скажете аудитории, что ваше шоу посвящено политическим махинациям в Санкт-Петербурге XVIII века, то в кассе театра окажется пустота, огромная как Сибирь». 
.

## Поставленные номера
- Ah, To Be Home Again / Ах, снова дома
- Barabanchik / Барабанщик
- Far, Far Away / Далеко-далеко
- Hoorah For Jones/ Ура Джонсу!
- I Hear Bells / Я слышу колокола
- My Lover Is A Scoundrel / Мой любовник — негодяй
- Neither The Time / Не время
- Pleasures & Palaces / Удовольствия и дворцы
- The Sins of Sura / Грехи Шуры
- Tears Of Joy / Слёзы радости
- Thunder And Lightning / Гром и молния!
- To Marry / Жениться
- To Your Health / За здоровье
- In Your Eyes / В твоих глазах
- Truly Loved / Действительно любимый